# 集庆路 (南京道路)
集庆路，是南京市的道路，以元朝的行政区划集庆路为名。东接长乐路，西接集庆门大街。长不到1公里。

## 历史
拓建于1930年，由原来的牌楼口、梧桐树、仓门口、仓顶等街巷组成。定名于1930年。原宽5米，1991年辟集庆门，以拓宽集庆路，沟通中华路。
集庆路原有清朝江宁县署（即洪仁玕王府），今无存。